# Sayuki

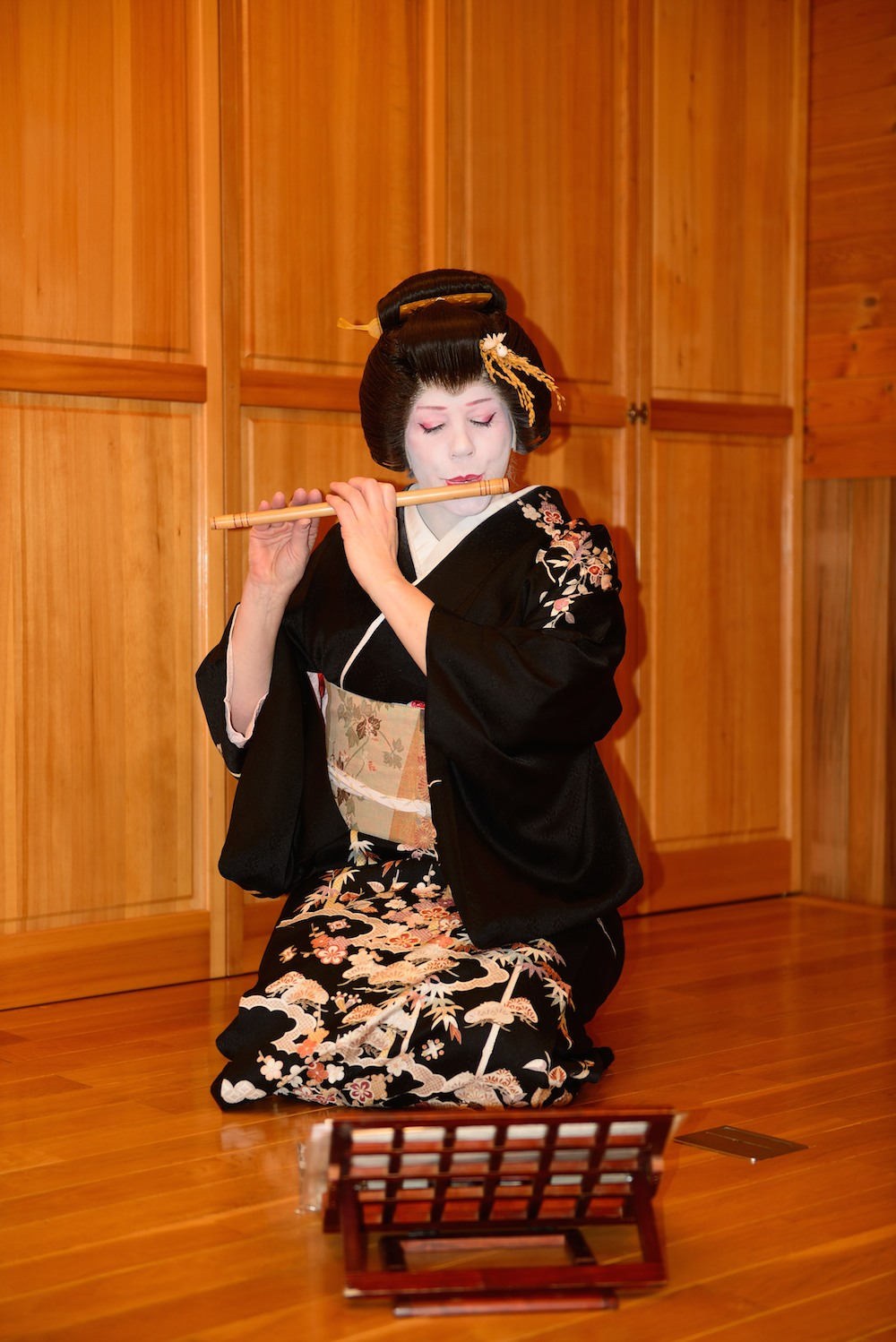
Sayuki spelend op een fluit

Sayuki (紗幸?, geboren in Melbourne als Fiona Graham) is een Australische geisha, werkzaam in Japan. Daarnaast is Sayuki ook werkzaam als antropoloog, en als producent en regisseur van antropologische documentaires. Zo heeft ze gewerkt aan een aantal programma’s voor NHK, National Geographic, Channel 4 en de BBC.
In december 2007, na een jaar van voorbereiding en training, maakte Sayuki officieel haar debuut als geisha in het Asakusa district van Tokio, de conventionele stageperiode (bekend als maiko of hanguyoku) overslaand vanwege haar leeftijd. Zelf zegt ze de eerste Westerse geisha in Japan te zijn. Sayuki neemt lessen in verschillende kunstvormen maar haar voorkeur gaat uit naar yokobue (Japanse bamboefluit).

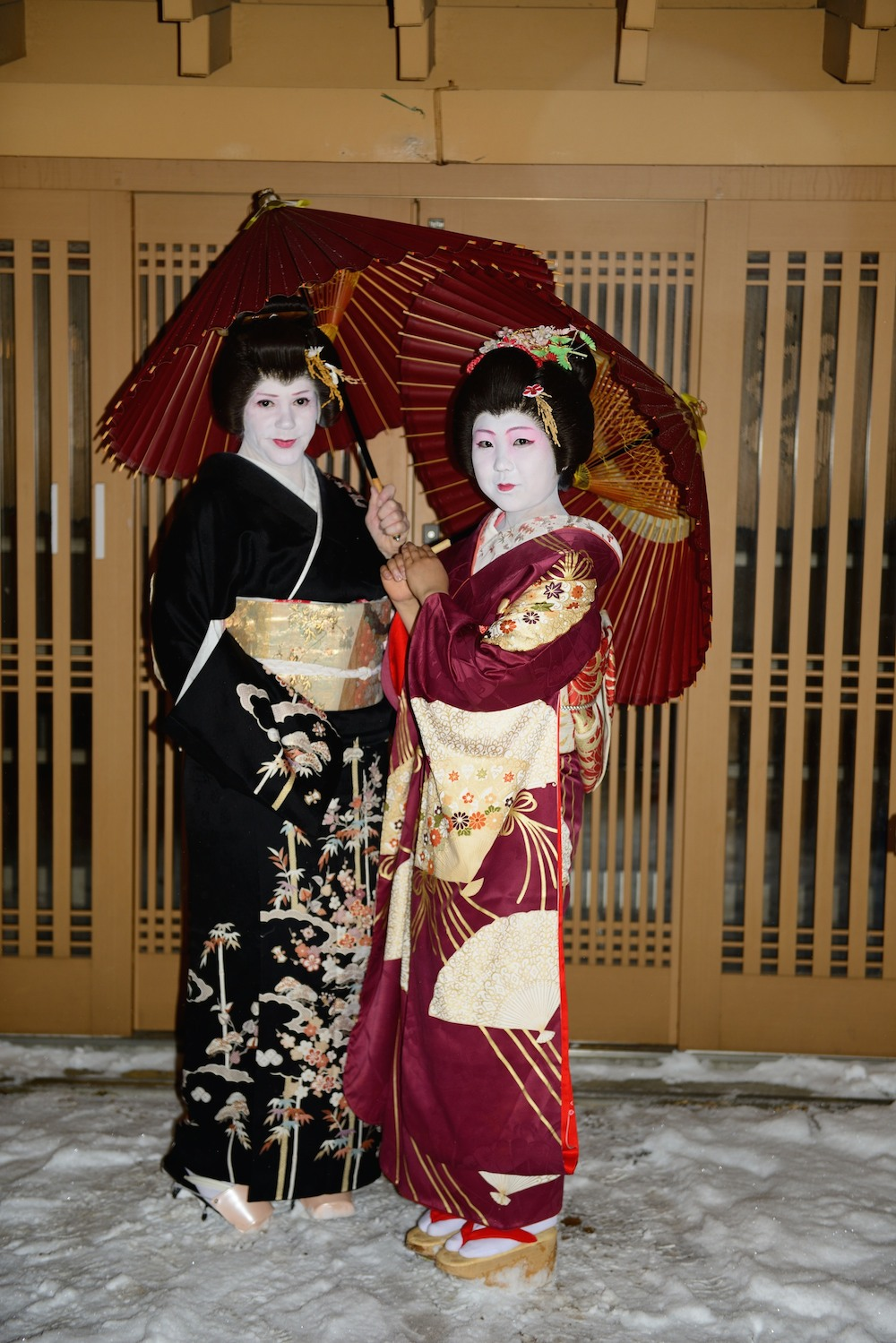
Sayuki in Tokio met een van haar leerlingen

Sayuki heeft een doctoraat in Sociale Antropologie en een MBA van de Oxford-universiteit. Haar eerste diploma in psychologie en lesgeven heeft ze behaald aan de universiteit van Keio. Ze heeft veldwerk verricht bij Japanse bedrijven, in het nachtleven van Tokyo, samen met traditionele Japanse sportteams, en in de wereld van anime en populaire cultuur. Sayuki is een geisha geworden vanwege een academisch project en verwacht niet haar hele leven een geisha te blijven. Ze geeft ook lessen over "animeology" and "Geishaology" aan het Waseda Universiteit in Tokyo. 
"Sayuki: inside the flower and willow world" zal worden gepubliceerd in samenwerking met Pan Macmillan Australia. Een documentaire over de wereld van de geisha ligt ook in de planning.